# Zygmunt Hortmanowicz
Zygmunt Hortmanowicz (ur. 5 września 1938 w Pacanowie, zm. 13 maja 2023) – polski lekarz i polityk, w latach 1992–1993 minister ochrony środowiska, zasobów naturalnych i leśnictwa, senator II kadencji (1991–1993).

## Życiorys
W 1968 ukończył Akademię Medyczną w Warszawie. Uzyskał stopień naukowy doktora nauk medycznych. Pracował w publicznej służbie zdrowia, po zwolnieniu z powodów politycznych zajął się działalnością rolniczą. Później rozpoczął prowadzenie własnej praktyki lekarskiej.
Był wiceprzewodniczącym NSZZ RI „Solidarność”. W latach 1991–1993 sprawował mandat senatora II kadencji z ramienia Porozumienia Ludowego, reprezentując województwo krośnieńskie. Zajmował stanowisko ministra ochrony środowiska, zasobów naturalnych i leśnictwa w rządzie Hanny Suchockiej (od lipca 1992 do października 1993).
Według Gabriela Janowskiego w styczniu 2000 Zygmunt Hortmanowicz podał mu środki odurzające (które spowodowały wówczas jego ekscentryczne zachowanie), a następnie w takim stanie zaciągnął go przed kamery do Sali Kolumnowej.
Przed wyborami parlamentarnymi w 2005 powołał komitet wyborczy „Ruch 2000 – Biały Orzeł”, który jednak nie wystawił żadnych kandydatów.